# Immersion (musikalbum)
Immersion är Pendulums tredje studioalbum. Albumets huvudgenre är drum and bass, albumet anses även ha influenser av dubstep och heavy metal. Låten Self vs Self, som har starkast influenser av heavy metal, gästas av det svenska metalbandet In Flames.
Immersion släpptes den 24 maj och nådde en första plats i UK Top 40 samma vecka som releasen. 
Den 14 maj släpptes en-minuts-förhandslyssningar från samtliga femton låtar på albumet via Pendulums kanal på Youtube.
Watercolour heter första singeln som är inkluderad i albumet.

## Låtlista
Alla låtar är komponerade och skrivna av Rob Swire.
1. Genesis  - 1:09
2. Salt In The Wounds - 6:39
3. Watercolour - 5:04
4. Set Me On Fire - 5:02
5. Crush - 4.13
6. Under The Waves - 4:55
7. Immunize (Feat. Liam Howlett)- 4:36
8. The Island - Pt. I (Dawn) - 5:20
9. The Island - Pt. II (Dusk) - 4:09
10. Comprachios - 2:48
11. The Vulture - 4:03
12. Witchcraft - 4:13
13. Self Vs Self (Feat. In Flames) - 4:45
14. The Fountain (Feat. Steven Wilson) - 5:00
15. Encoder - 5:23